# Kanton Lisieux-1
Der Kanton Lisieux-1 war von 1801 bis 2015 ein französischer Wahlkreis im Département Calvados und in der damaligen Region Basse-Normandie. Er umfasste 17 Gemeinden im Arrondissement Lisieux; sein Hauptort (frz.: chef-lieu) war Lisieux. Die landesweiten Änderungen in der Zusammensetzung der Kantone brachten im März 2015 seine Auflösung. Vertreter im Generalrat des Départements war von 1992 bis 2015 Bernard Aubril.

## Gemeinden
Der Kanton bestand aus 16 Gemeinden und einem Teil der Stadt Lisieux (angegeben ist die Gesamteinwohnerzahl, zum Kanton gehörte ein Stadtteil mit etwa 3500 Einwohnern):
| Gemeinde              | Einwohner (Stand: 2022) | Code postal | Code Insee |
| --------------------- | ----------------------- | ----------- | ---------- |
| Beuvillers            | 1301                    | 14100       | 14069      |
| Cordebugle            | 163                     | 14100       | 14179      |
| Courtonne-la-Meurdrac | 684                     | 14100       | 14193      |
| Fauguernon            | 228                     | 14100       | 14260      |
| Firfol                | 367                     | 14100       | 14270      |
| Fumichon              | 268                     | 14590       | 14293      |
| Glos                  | 924                     | 14100       | 14303      |
| Hermival-les-Vaux     | 860                     | 14100       | 14326      |
| L’Hôtellerie          | 318                     | 14100       | 14334      |
| Lisieux               | 19.540                  | 14100       | 14366      |
| Marolles              | 737                     | 14100       | 14403      |
| Le Mesnil-Guillaume   | 558                     | 14100       | 14421      |
| Moyaux                | 1369                    | 14590       | 14460      |
| Ouilly-du-Houley      | 254                     | 14590       | 14484      |
| Ouilly-le-Vicomte     | 759                     | 14100       | 14487      |
| Le Pin                | 806                     | 14590       | 14504      |
| Rocques               | 540                     | 14100       | 14540      |